# Ercilla (revista)
Ercilla fue una revista chilena de publicación quincenal, dedicada a diversos temas, principalmente política, economía, y sociedad. Comenzó su publicación como un boletín literario el 11 de abril de 1933. Pertenecía a Holanda Comunicaciones (propietaria también de las revistas Vea, TV-Grama, Cine-Grama, Miss 17 y Publimark); anteriormente perteneció a la Editorial Zig-Zag. Publicó su última edición el 27 de abril de 2015.
La revista, desde 1977, se caracterizó por regalar suplementos especiales. Así mismo, en diversas ocasiones también ofreció —pagando un precio adicional— libros, enciclopedias por tomos, CD-ROMs, DVD y CD de audio. También, en sus últimos años comenzó a revivir su tradición de regalar libros de formato o extensión pequeña, con tal de fomentar la cultura en sus lectores.

## Historia

### Inicios y transformaciones (1933-1960)
Ercilla apareció inicialmente como un boletín literario mensual, a la par con la naciente Editorial Ercilla (ambas fundadas el 11 de abril de 1933). La editorial fue fundada por Laureano Rodrigo Zavalla y Luis Figueroa. 2 años más tarde, en 1935, Ercilla ya adquiere el formato de revista, que en aquellos años era de apenas 8 páginas en formato tabloide. Al llegar el español José María Souvirón a la dirección de la revista en 1935, comienza a tratar noticias no sólo de Chile, sino que también del extranjero, destacando entre ellas las concernientes a la guerra civil española.
El 1 de abril de 1937 asume el periodista y político peruano Manuel Seoane Corrales, pero solo como redactor, dado que la legislación vigente en ese entonces impedía que un extranjero asumiera la dirección de un medio de comunicación. Es bajo su mandato que la revista comienza con la tradición de los "enviados especiales", siendo los primeros de este tipo los enviados a cubrir el terremoto de Chillán en 1939. Asimismo, la revista también tendría enviados especiales a cubrir todos los detalles de la Segunda Guerra Mundial.
En 1942, durante la Segunda Guerra Mundial, se publica en la Editorial Ercilla «La Alemania de Mañana», de Otto Strasser. Actualmente, no hay muchas fotos ni registros de esto.
En 1939, tras una aguda crisis económica, la revista Ercilla es intervenida por el Banco de Chile, designando a Julio Lanzarotti como director en 1946. Bajo su mandato, la revista cubriría los principales hitos noticiosos de toda la década del '50.

### Modificaciones y éxito (1960-1991)

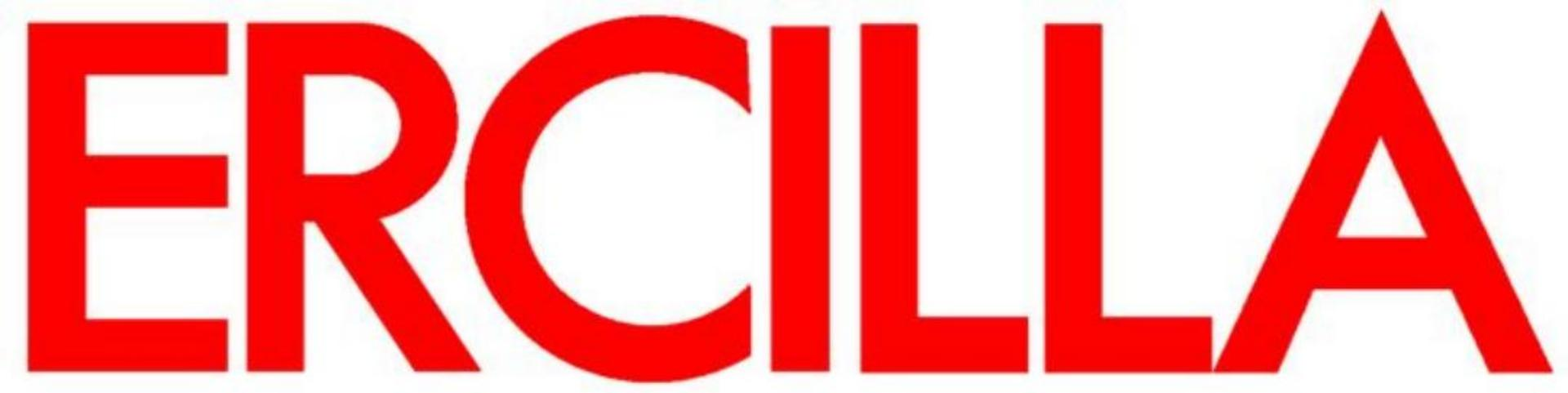
Logotipo de Ercilla (1971-1990)

Bajo la dirección de Lenka Franulic (1960-1961), Ercilla cubrió un importante suceso: el terremoto del domingo 22 de mayo de 1960, con epicentro en Valdivia. En esa ocasión, la revista publicó una edición extraordinaria con abundantes crónicas y fotografías de la tragedia.
En 1961 asumió la dirección el periodista Enrique Cid, a quien le tocaría cubrir la "crisis de los misiles" de 1962, el Mundial de Fútbol realizado en Chile ese mismo año, y el inicio de la Guerra de Vietnam. A medida que se acercaba el fin de la década, Ercilla tuvo varios directores, entre ellos los periodistas Humberto Malinarich (1962-1966), Erika Vexler (1966-1967) y Alejandro Cabrera Ferrada (junio-diciembre 1967).
El 24 de abril de 1968, la revista es reformulada. Su portada comienza a aparecer completamente en colores, y en la N.º 1.714, bajo este formato aparecía el senador estadounidense Robert Kennedy, antes en enero de ese año asumió la dirección de la revista, el periodista don Emilio Filippi.
Tras la expropiación y estatización en 1971 de la Editorial Zig-Zag y su conversión en Editorial Quimantú, la revista Ercilla es adquirida por la Democracia Cristiana (DC) y es editada y publicada por Editorial Ercilla a través de la Sociedad Editora Revista Ercilla Ltda. 
En los días posteriores al Golpe de Estado del 11 de septiembre de 1973, la revista Ercilla no circuló. Reapareció el 26 de septiembre de 1973, contando con detalles los sucesos ocurridos desde el día en que fue derrocado el gobierno de Salvador Allende.[cita requerida]
En septiembre de 1976, varios de los periodistas de Ercilla bajo la dirección de Filippi renunciaron a la revista para formar el proyecto de la revista Hoy, de línea editorial opositora a la dictadura militar, en ese instante, el Grupo Cruzat-Larraín adquirió la revista Ercilla.[cita requerida]
Desde 1978, revista Ercilla se ha caracterizado por regalar suplementos especiales cuando las ocasiones lo ameriten. El primer éxito de este tipo logrado por Ercilla ocurrió en 1979 cuando lanzó una serie de fascículos titulados Ercilla en la Guerra del Pacífico, conmemorando los 100 años del inicio del conflicto bélico entre Chile, Perú y Bolivia.[cita requerida]
En abril de 1983, en el marco de su 50° aniversario y bajo la dirección de Manfredo Mayol, Ercilla realizó una verdadera "revolución editorial", al regalar junto a sus ediciones, libros de destacados escritores chilenos, cosa nunca antes hecha en un medio periodístico. Esta experiencia fue la primera realizada en la prensa latinoamericana, siendo imitada después por diversos periódicos y revistas de todo el mundo. El primer libro que apareció con la revista fue Martín Rivas del autor chileno Alberto Blest Gana, y durante toda esa década, las colecciones publicadas contaron con el patrocinio de la entonces Corporación de Televisión de la Universidad Católica de Chile (1983-1985) y de Televisión Nacional de Chile (1985-1987) y los auspicios de Banco Colocadora Nacional de Valores (1983-1985), Clásico de Nescafé (1983), Derco (1983), Xerox (1983), Banco de Chile (1983-1984), Ladeco (1983-1986), Champagne Valdivieso (1983-1984), AFP Santa María (1983-1984), Banco Urquijo (1984), Nissan Cidef (1984-1985), Banmédica Isapre Caja Bancaria de Pensiones (1985-1986), Cuadernos Austral (1985-1986), Viña Santa Carolina (1985-1986), Banco de Santiago (1987-1989), AFP Provida (1987-1989), Talent MSX (1987), South African Airways (1987), Radio Center (1989), Viña Undurraga (1989) y Watts Alimentos S.A. (1989).[cita requerida]

### Relanzamiento, consolidación y cierre (1994-2015)
Entre octubre de 1991 y febrero de 1994, la revista Ercilla no circuló. En marzo de 1994, Juan Ignacio Oto decidió relanzar Ercilla, ahora también apoyada por Holanda Comunicaciones S.A. y editada por Editorial Ercilla Ltda. En las primeras ediciones también se incluía de manera gratuita la edición internacional de la revista española Cambio 16.
En 2003, recordando los 30 años del Golpe de Estado, Ercilla publicó 3 fascículos con extractos de archivo de la revista, repasando los 3 años del gobierno de Salvador Allende, y los años de la dictadura militar de Augusto Pinochet. Además, por un precio extra, entregaba un CD de audio con grabaciones de los acontecimientos ocurridos el 11 de septiembre de 1973.
A cuatro días después del fallecimiento de Augusto Pinochet (10 de diciembre de 2006), Ercilla publicó una edición especial con detalles de los acontecimientos ocurridos antes y después de su deceso. También incluyó un suplemento especial con su biografía y los acontecimientos ocurridos durante el régimen que encabezó.[cita requerida]
Durante sus últimos años, Ercilla se presentó como una de las últimas revistas de actualidad política, tendencia que en Chile cada día tiende a desaparecer en manos de los cuerpos de reportajes de los diarios. Otro de los medios de similares características era la también desaparecida revista Qué Pasa, propiedad del Consorcio Periodístico de Chile, Copesa (dueña entre otras de los diarios La Tercera y La Cuarta), y que ahora es un medio digital enfocado a medios científicos y sociales.
Cuando han ocurrido hechos deportivos importantes, como el Mundial de Fútbol o triunfos en el tenis, se incluían ediciones especiales de la desaparecida revista Deporte Total.

## Directores responsables
| Director                    | Periodo                                      |
| --------------------------- | -------------------------------------------- |
| Laureano Rodrigo Zavalla    | 1933-1934                                    |
| Luis Figueroa               | 1934-1935                                    |
| José María Souvirón         | 1935-1937                                    |
| Manuel Seoane Corrales      | 1937-1940                                    |
| Raúl Morales Álvarez        | 1945-1946                                    |
| Julio Lanzarotti Rivera     | 1946-1960                                    |
| Lenka Franulic              | 1960-1961                                    |
| Enrique Cid                 | 1961-1962                                    |
| Humberto Malinarich         | 1962-1966                                    |
| Erika Vexler                | 1966-1967                                    |
| Alejandro Cabrera Ferrada   | junio-diciembre 1967                         |
| Emilio Filippi Muratto      | enero 1968-septiembre 1976                   |
| Joaquín Villarino Goldsmith | 1977-marzo 1980                              |
| Manfredo Mayol Durán        | abril 1980-marzo 1990                        |
| Joaquín González Errázuriz  | marzo 1990-marzo 1991                        |
| No circuló la revista       | octubre 1991-octubre 1994                    |
| Juan Ignacio Oto Larios     | marzo-octubre 1991 marzo 1994-noviembre 2015 |